# Steep Holm
Steep Holm (walisisch Ynys Rhonech, Altenglisch: Ronech, Steopanreolice) ist eine englische Insel im Bristolkanal. Die Insel hat eine Fläche von 48.87 acre (19,78 ha) bei Flut und dehnt sich bei Ebbe bis auf 63.26 acre (25,6 ha) aus. Der höchste Punkt liegt bei 78 m über dem Meer. Die Insel gehört historisch zu Somerset und verwaltungstechnisch zu North Somerset. Vom 1. April 1974 bis zum 1. April 1996 gehörte sie zum County of Avon. Das Nahe gelegene Flat Holm gehört zu Wales.
Die Insel besteht aus Carboniferous Limestone und erhebt sich um 200 ft (61 m) aus dem Meer. Diese Struktur macht sie zum Wind- und Wellenbrecher für die oberen Abschnitte des Bristolkanals. Die einzigen Inselbewohner sind zurzeit die Aufseher. Die Insel steht als Site of Special Scientific Interest (SSSI) unter Naturschutz und weist eine große Vogelpopulation auf, sowie seltene Pflanzen, wie die Korallen-Pfingstrose (Paeonia mascula; peonia). Schon in der Römerzeit gab es einen Wachtturm mit Signalfeuer auf der Insel, aber die Besiedlung geht möglicherweise bis auf die Eisenzeit zurück. Im 6. Jahrhundert lebte hier der Heilige Gildas, und später gab es ein kleines Augustinerkloster (12./13. Jh.). 1832 wurde ein Gasthaus errichtet, das im 19. Jahrhundert als Feriendomizil genutzt wurde. Ein bird sanctuary wurde 1931 eingerichtet und ab 1951 an gemeinnützige Trusts verpachtet. Heute wird es vom Kenneth Allsop Memorial Trust betreut.
In den 1860ern wurde die Insel als eines der Palmerston Forts zur Festung ausgebaut und mit zehn 7-inch rifled muzzle loaders bestückt. Diese Verteidigungsanlagen des Bristolkanals wurden 1898 aufgegeben. Das Fort wurde im Ersten und Zweiten Weltkrieg nochmals bestückt mit Mark VII 6-inch breech-loading guns, und ein Suchscheinwerfer wurde installiert. Um Materialtransporte zu ermöglichen, benutzten die Soldaten des Indian Army Service Corps zunächst Maultiere und errichteten eine Seilbahn (cable-operated winched switchback railway).

## Geologie und Ökologie

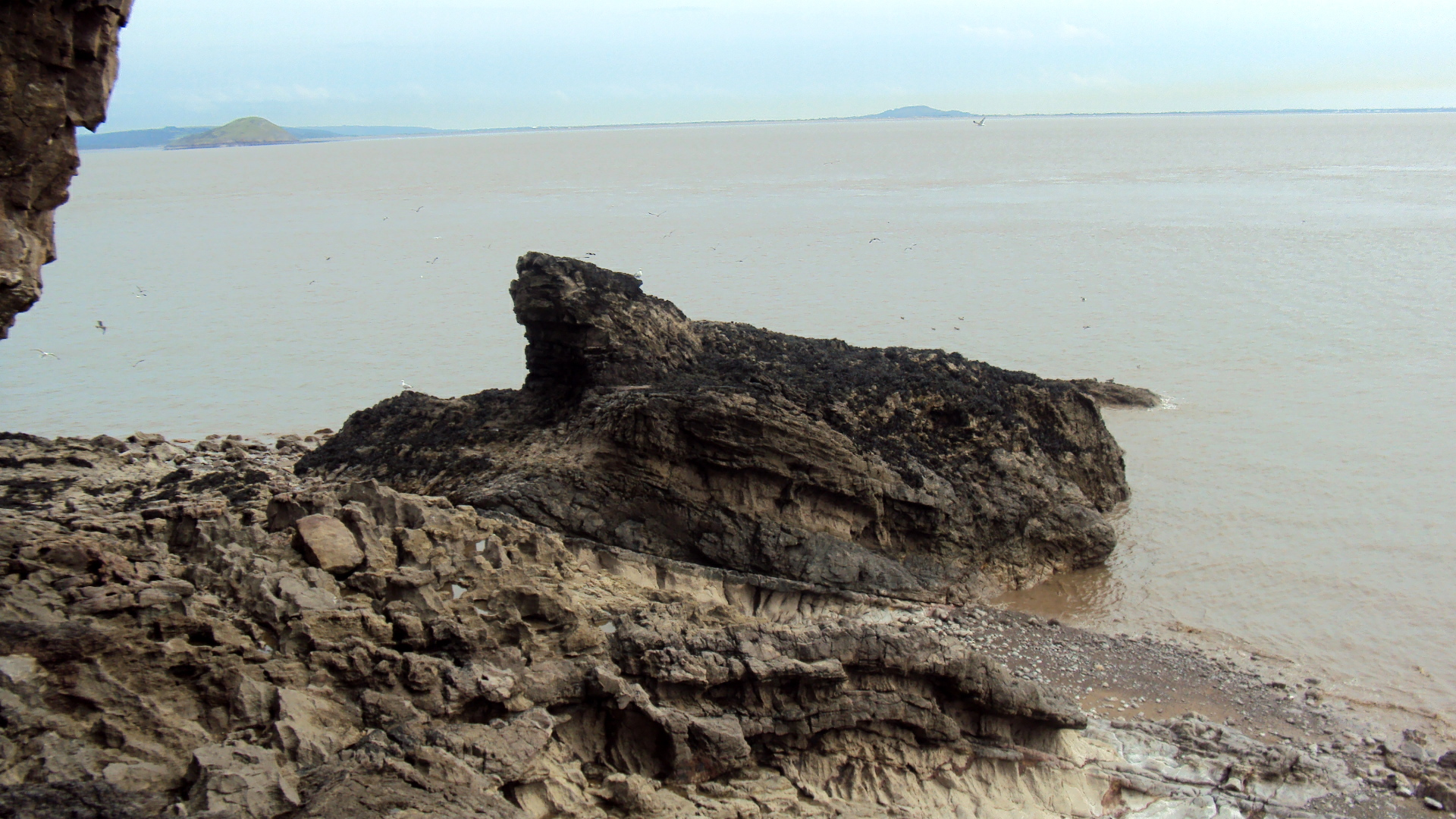
Calf rock

Die Insel besteht aus Carboniferous Limestone (Kohleführender Kalkstein) und wird oft als geologische Fortsetzung der Mendip Hills und von Brean Down angesehen; die räumliche Orientierung der Gesteinsschichten unterscheidet sich jedoch von derjenigen bei Brean Down. Auf Steep Holm verläuft das Streichen 30° nach Norden, während auf Brean Down das Streichen 30° nach Süden verläuft. Es gibt einige Falten und Spalten mit Streichwinkeln bis zu 75°, die wohl gegen Ende der Variszischen Orogenese im Karbon, vor 300 mio. Jahren entstanden sind.
Die Insel erhebt sich etwa 61 m über die Umgebung und bedeckt bei Flut 49 acre (20 ha), während sich die Fläche bei Ebbe auf 63 acre (25 ha) ausdehnt. Der Tidenhub beträgt 43 ft (13 m), was nur in der Bay of Fundy im Osten Kanadas übertroffen wird. Es gibt viele Höhlen und Grotte auf der Insel und Sinklöcher im umgebenden Meeresgrund, die bis zu 60 m tief sein können. Man geht davon aus, dass es sich dabei um eingebrochene Höhlen handelt. Die Höhlen in den Klippen der Insel finden sich vor allem innerhalb von zwei bestimmten Horizonten: Es gibt Höhlen in der Gezeitenzone, die regelmäßig überflutet werden und in denen Stalaktiten wachsen, sowie Höhlen, die hoch oben in den Klippen liegen und offenbar in vorgeschichtlicher Zeit auf Höhe der Wasserlinie lagen.
Steep Holm ist seit 1952 ein Nature Reserve und Site of Special Scientific Interest. Die Vogelpopulation besteht zum großen Teil aus Silbermöwen (Larus argentatus) und Heringsmöwen (Larus fuscus). Es gibt auch eine kleine Population von Muntjaks. Das Plateau der Insel verfügt über eine Schicht von Mutterboden mit einer Dicke von 15 cm bis 30 cm. Der Boden hat durch Eisenspuren im Gestein eine rötliche Farbe und besteht aus Sandpartikeln mit weniger als 0,099 mm im Durchmesser. Die Insel ist der einzige Standort der Korallen-Pfingstrose (Paeonia mascula) in Großbritannien, Leider wurden die letzten Exemplare durch eine Infektion mit einem Botrytis-Pilz zerstört. Die wilde Päonie wurde möglicherweise von Mönchen oder sogar schon in römischer Zeit aus dem Mittelmeerraum eingeführt. Weitere seltene Pflanzenarten sind Pferdeeppich („Alexanders“ - Smyrnium olusatrum), Salz-Alant (Golden Samphire), Krähenfuß-Wegerich („Buck's-horn Plantain“ - Plantago coronopus) und Ackerlauch („wild leeks“ - Allium ampeloprasum). Die einzigen Reptilien auf der Insel sind Blindschleichen („slow worms“ - Anguis fragilis).

## Geschichte

### Vorgeschichte

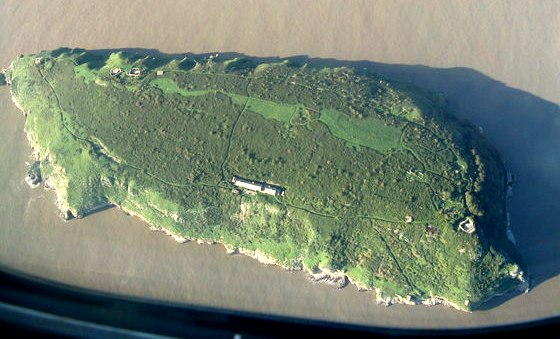
Luftaufnahme der Insel

Die frühesten Zeugnisse menschlicher Aktivitäten auf der Insel sind Wirbel von Rothirschen, die während Grabungsarbeiten 1975 in Five Johns' Cave entdeckt wurden. Bearbeitete Feuersteine aus der Mittelsteinzeit und Klingen aus der Jungsteinzeit wurden während der Ausgrabungen der Priory zwischen 1977 und 1992 entdeckt.
Römische Überreste, wahrscheinlich ein Wachtturm oder eine Signal-Plattform wurden durch eine Elektro-Widerstandsmessung bei Kartierungsarbeiten entdeckt. Eine eindeutige Interpretation der Strukturen ist jedoch schwierig, da sie bei Bauarbeiten im Viktorianischen Zeitalter und im Zweiten Weltkrieg überbaut wurden. Ein behauener Steinkopf, der 1991 entdeckt wurde, ist wahrscheinlich keltischen Ursprungs. Daneben wurden Scherben von Kochgeschirren und ein paar Luxusartikel wie Arretine ware, Broschen der Latènezeit und eine spanische Amphore (90–140 n. Chr.) gefunden, sowie einige Scherben von Nene Valley Colour Coated Ware (Castor ware). Fragmente von Ziegeln und von Abzugsfließen deuten darauf hin, dass es ein Gebäude mit Heizungssystem gegeben haben könnte. Aus der Zeit von Claudius Gothicus (268–270) und Tetricus I. (271–273) wurden Münzen gefunden.

### Christliche Besiedlung

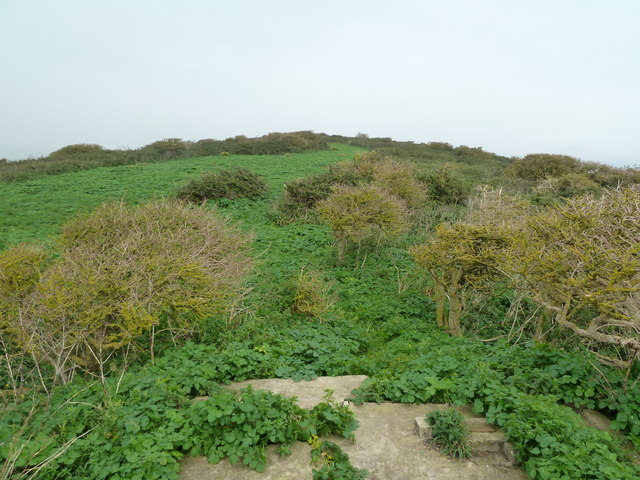
Das West-Plateau.

Nach einer Legende, die zuerst von John Leland im 16. Jahrhundert aufgezeichnet wurde, lebte der Heilige Gildas, der Verfasser von De Excidio et Conquestu Britanniae, im 6. Jahrhundert auf der Insel. Er langte in Steep Holm an, nachdem er seinen Freund, den Heiligen Cadoc besucht hatte, der auf Flat Holm als Einsiedler lebte. Es heißt, dass Gildas die Insel verließ, nachdem Piraten von den Orkneys seinen Diener und seine Einrichtung geraubt hatten. Er wurde dann Abt von Glastonbury Abbey. Die Wikinger bezogen auf Steep Holm im Sommer 914 Quartier und starteten von dort Raubzüge nach Somerset, unter anderem nach Watchet und Porlock. So steht es in der Anglo-Saxon Chronicle. Am Ende des 12. Jahrhunderts entstand ein kleines Kloster der Regularkanoniker von St. Michael. Das Gebäude maß 22 × 4,6 m. Bei Ausgrabungen war die Lage der Zellen und weitere Strukturen noch deutlich zu erkennen. Wann das Kloster genau gegründet wurde, ist nicht bekannt. Im 13. Jahrhundert erwähnen Urkunden William de Cantilupe († 1239) als Patron. Seine Familie hatte auch Patronatsrechte über die Studley Priory in Warwickshire. Die Enkelin heiratete Lord Robert de Tregoz, der freehold für die Insel erwarb. Die Pfründe für das Kloster nahmen jedoch immer mehr ab, was zur Aufgabe zwischen 1260 und 1265 führte. Die übrigen Mönche kehrten in die Studley Priory zurück. Ein Gedenkstein aus Blue Lias-Schiefer mit einem Cross of Lorraine wurde 1867 während der Festungsbauarbeiten auf der Insel entdeckt. Er wurde in einer der Waffenkammern eingebaut, was diesem Bauwerk den Namen „Tombstone Battery“ (Grabstein-Batterie) eintrug.

### Lehenszeit

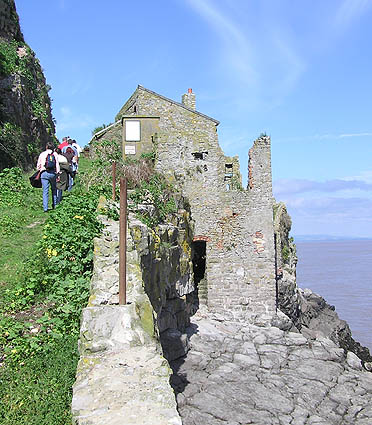
Die Ruine des Old Inn.

Die Insel scheint, zusammen mit den Landstücken Uphill und Christon, zur Familie Bek gehört zu haben, zumindest wurde Henry de Lacy, Earl of Lincoln von ihnen damit belehnt. Die nächste Eigentumsurkunde stammt von der Berkeley-Familie mit Maurice de Berkeley, dem sie 1315 gehörte. Dann wurde das Gebiet im 14. und 15. Jahrhundert als Warren (Kaninchenzucht) genutzt. Die Landleute lebten in den zerfallenen Klostergebäuden. 1453 befand sich die Insel im Eigentum (overlordship) von James Butler, 4. Earl of Ormonde und 1460 wurde das Patronatsrecht von Margaret Talbot, Countess of Shrewsbury ausgeübt. In den folgenden Jahren war die Eigentümerschaft verschiedener Gebiete einschließlich Norton Beauchamps das mit der Insel verbunden war, umstritten. Im 16. Jahrhundert erhielt Edward Seymour, Duke of Somerset die Rechte und verlor bald darauf wieder große Flächen, wie zum Beispiel Brean, dem Steep Holm damals angegliedert war. Die Abkömmlinge Seymours erwarben sie erneut und behielten sie bis ins 17. Jahrhundert, obwohl es scheint, dass ihre einzigen Aktivitäten auf Steep Holm die Anstellung von Möwenbeobachtern (gull watchers) und Fischern war. 1684 wurde das Norton Beauchamp Estate an Edward Ryder verkauft. Anscheinend wurde es dann durch einen Erlass des Court of Chancery 11 Jahre später (1695) versteigert, möglicherweise, weil es Schwierigkeiten gab, die Seeverteidigung entlang der Küste von Somerset aufrechtzuerhalten. 1699 wurden die Ländereien, zusammen mit Steep Holm, wieder an Philip Freke aus Bristol verkauft, dessen Nachkommen in den nächsten 130 Jahren die Eigentümer waren. Frekes Enkelin heiratete in die Familie von John Willes ein, der Chief Justice des Court of Common Pleas und Member of Parliament war. in dieser Zeit, möglicherweise um 1776, entstand auf Steep Holm ein neues Cottage für Fischer. Dazu wurden die Steine der Klosterruine verwendet. 1830 wurde die Insel erneut verkauft - je nach Quelle an einen Cousin von John Freke Willes (William Willes) oder an einen Anwalt aus Weston-super-Mare (John Baker).
1832 wurde die Insel an Colonel Tynte von Halswell House verpachtet, der ein Inn für Schiffer errichtete. Die Gaststätte wurde von der Familie Harris betrieben und mit Rum und Tabak versorgt, der von den Schiffen gekauft wurde. Die Familie beanspruchte, dass die Insel außerhalb der Zollgrenzen läge. Erst 1884 wurde in einem Gerichtsprozess das Gegenteil erwiesen. Später wurde die Gaststätte von  W. L. Davies betrieben, der Angel-, Jagd- und Bootstouren anbot. Daraufhin wurde ein neuer Pier in der Nähe der Gaststätte errichtet. 1835 war John Ashley aus Clevedon als ehrenamtlicher Seelsorger für die Menschen auf der Insel und auf dem benachbarten Flat Holm tätig. Ashley gründete die Bristol Channel Mission für die Seeleute auf den damals 400 Schiffen im Bristolkanal. Die Organisation entwickelte sich zur Mission to Seafarers, die bis heute Seelsorge in über 200 Häfen bietet.

### Palmerston Fort

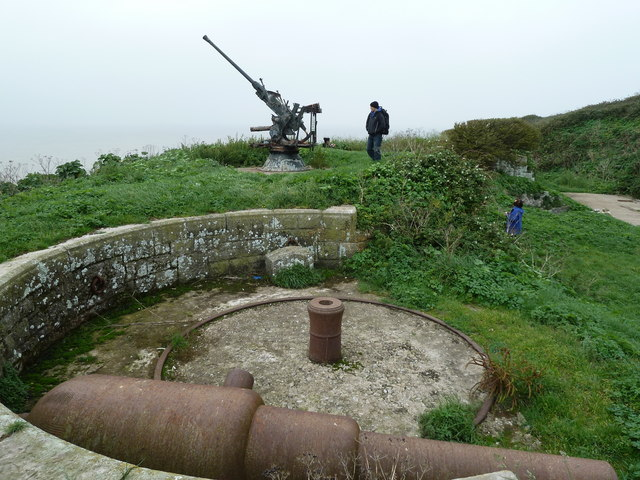
Split Rock Battery.

In den 1860ern wurden Steep Holm und Flat Holm beide als Verteidigungsstützpunkte ausgebaut. Die Insel wurde befestigt, nachdem Königin Victoria und Prinz Albert Frankreich besucht hatten und ihre Besorgnis über die Stärke der französischen Marine zum Ausdruck gebracht hatten. Die Royal Commission on the Defence of the United Kingdom unter Leitung von Lord Palmerston empfahl eine Befestigung der Küste, wodurch die Insel zum Teil des strategischen Verteidigungssystems wurde. Die so genannten Palmerston Forts, die in einer Linie quer zum Kanal errichtet wurden, sollten die Zugänge zu Bristol und Cardiff sichern. Bauarbeiten begannen 1865 und wurden 1869 unter John Perry abgeschlossen. Die Arbeiten umfassten die Herstellung einer Saumstraße auf dem Plateau, eines Kalkofens zur Herstellung von Kalkmörtel um die Kasernen zu errichten, sowie Geschützstellungen mit den Munitionslagern.
Die Geschützstellungen erhielten die Bezeichnungen „Summit Battery“, „Laboratory Battery“, „Garden Battery“ und „Tombstone Battery“. Zusammen mit den Kasernengebäuden wurden sie mittlerweile in die Statutory List of Buildings of Special Architectural or Historic Interest aufgenommen. Außerdem wurden ein „Master-Gunners House“, ein Inn und ein Wasserreservoir mit 220.000 l Fassungsvermögen geschaffen. Die Zisterne liegt unterhalb der Kasernengebäude und sammelt Regenwasser von den Dächern. Der Ziegelbau ist 16,7 m lang,  4,8 m breit und 4,5 m hoch mit einem gewölbten Dach. Die Bewaffnung umfasste zehn 7-inch rifled muzzle loaders Mk III, die auf sechs Batterien verteilt waren. Diese wurden später ersetzt durch Armstrong 6-inch RML guns. Einige der Geschützstellungen gehören zu den „Scheduled Monuments“, und auch die Überreste eines zentralen Kasernen-Komplexes sind noch vorhanden. 1898 wurden Testangriffe durch die HMS Arrogant, ein Schiff der Arrogant-Klasse auf die Rudder Rock battery unternommen, die deutlich machten, dass die festen Geschützstellungen auf Steep Holm den Angriffen durch moderne Kriegsschiffe nicht mehr standhalten konnten. Daraufhin wurden die militärischen Einrichtungen stillgelegt. Die militärische Überwachung auf der Insel wurde jedoch bis 1908 erhalten, als die Insel schließlich an James Sleeman und seine Familie verpachtet wurde. 1927 erfolgte der erste Test der RAE Larynx („Long Range Gun with Lynx engine“, eine „Drohne“) von Steep Holm aus. Die RAE Larynx sollte als gelenkte Anti-Schiffs-Waffe eingesetzt werden.

### In den Weltkriegen

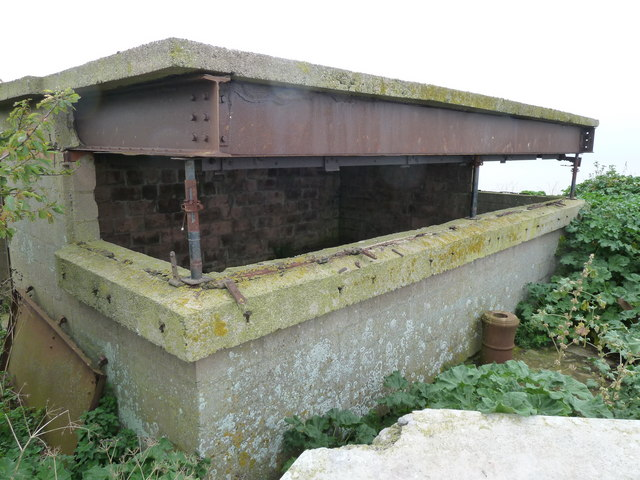
Überwachungsposten auf Rudder Rock aus dem 2. Weltkrieg.

Die militärischen Einrichtungen wurden sowohl im Ersten Weltkrieg, als auch im Zweiten Weltkrieg erneuert. Von 1915 bis 1919 war die Insel requiriert von der Admiralty als Küstenwachtposten. Nach dem Krieg kehrten die Sleemans zurück als Landwirte und Fischer und gelegentlich als Gastgeber für Touristen. Im Zweiten Weltkrieg wurden Suchscheinwerfer aufgestellt. 1940 wurde der Inselaufseher, Harry Cox, der die Insel seit 1931 zu einem Bird Sanctuary ausgebaut hatte, als Küstenwächter angestellt und vom British Home Guard aus Weston-super-Mare unterstützt. 1940 und 1941 wurden die Geschützstellungen von Soldaten des Indian Army Service Corps verstärkt. Zunächst wurden Maultiere eingesetzt, um die Kanonen und die Materialien auf die Klippen zu ziehen. Die Bewaffnung bestand aus 6-inch breech-loading guns, die von Kriegsschiffen aus dem Ersten Weltkrieg abgebaut wurden, sowie Lewis-Maschinengewehren gegen Luftangriffe. Die Garden Battery wurde über zwei viktorianischen Geschützstellungen errichtet. ingenieure des Royal Pioneer Corps verbesserten die Lebensbedingungen, indem sie Schafe aussetzten, die im Ernstfall als Nahrung dienen konnten, und nach einem Fall von Typhus, importierte man Trinkwasser aus Süd-Wales. Um den Materialtransport zu erleichtern wurde ein neuer Anlegesteg errichtet, der mit dem Plateau durch eine Standseilbahn mit einer Spurweite von 60 cm (24 in) verbunden war. Diese Bahn war im Ersten Weltkrieg von den Deutschen erbeutet worden. Die Steep Holm Batteries wurden auch durch Unterwasser-Telegrafenkabel mit den Brean Down Fort batteries verbunden. Die Kabel wurden nach dem Ende des Zweiten Weltkrieges gestohlen.

### Nachkriegszeit

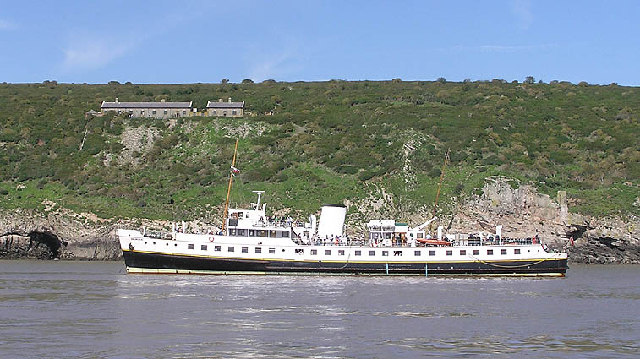
Die MV Balmoral vor den ehemaligen Kasernengebäuden.

1953 wurde die Insel an den Steep Holm Trust verpachtet, der von vier regionalen Institutionen getragen wurde: Somerset Archaeological and Natural History Society, Bristol Naturalists Society, Mid-Somerset Naturalists und Bristol Folk House Archaeological Club. Einige der Gebäude wurden restauriert und ein Beringungsprogramm für Vögel gestartet. 1974 lief der Pachtvertrag aus und wurde vom Kenneth Allsop Memorial Trust übernommen. Der Trust wurde im Andenken an den Radiomoderator und Naturkundler Kenneth Allsop gegründet. Der Trust erwarb die Insel 1976.
Besuche sind möglich. Der Trust veranstaltet mit Booten Tagestouren von Weston-super-Mare aus. In einem der alten Kasernengebäude ist ein Besucherzentrum eingerichtet. 1980 wurden Szenen des Bollywoodfilms Shaan auf der Insel gedreht.